# Шамуна
Шамуна — єгипетська міра ваги.
1 шамуна = 1 / 4 бакіли = 3 єгипетських кірати. Виходячи з того, що єгипетський кірат дорівнює 0,195 грамів, вага однієї шамуни становить 0,585 грамів.
Існувала також шамуна більшої ваги, рівна 1,5 гарами (близько 1,7 грама).